# Discografia de OutKast
Esta é a discografia de Outkast, uma dupla de hip hop americana que vendeu mais de 25 milhões de discos.

## Álbuns

### Álbuns de estúdio
| Ano  | Título                                                                                           | Melhor Posição | Melhor Posição | Melhor Posição | Melhor Posição | Melhor Posição | Vendas         | Certificações                                           |
| Ano  | Título                                                                                           | EUA            | EUA R&B        | UK             | CAN            | AUS            | Vendas         | Certificações                                           |
| ---- | ------------------------------------------------------------------------------------------------ | -------------- | -------------- | -------------- | -------------- | -------------- | -------------- | ------------------------------------------------------- |
| 1994 | Southernplayalisticadillacmuzik - Lançamento: 15 de Fevereiro de 1994 - Gravadora: LaFace/Arista | 20             | 2              | —              | —              | —              | EUA: 1,308,249 | RIAA - Platina                                          |
| 1996 | ATLiens - Lançamento: 27 de Agosto de 1996 - Gravadora: LaFace/Arista                            | 2              | 1              | —              | —              | —              | EUA: 1,848,096 | RIAA - 2× Platina Music Canada - Ouro                   |
| 1998 | Aquemini - Lançamento: 29 de Setembro de 1998 - Gravadora: LaFace/Arista                         | 2              | 2              | —              | 17             | —              | EUA: 2,211,652 | RIAA - 2× Platina Music Canada - Ouro                   |
| 2000 | Stankonia - Lançamento: 31 de Outubro de 2000 - Gravadora: LaFace/Arista                         | 2              | 2              | 10             | 4              | 33             | EUA: 4,068,202 | RIAA - 4× Platina Music Canada - Ouro                   |
| 2003 | Speakerboxxx/The Love Below - Lançamento: 23 de Setembro de 2003 - Gravadora: LaFace/Arista      | 1              | 1              | 8              | 4              | 9              | EUA: 5,702,000 | RIAA - 11× Platina BPI - 2× Platina Music Canada - Ouro |
| 2006 | Idlewild - Lançamento: 21 de Agosto de 2006 - Gravadora: LaFace/Arista                           | 2              | 1              | 16             | 6              | 27             | EUA: 423,320   | RIAA - Platina Music Canada - Ouro                      |

### Álbuns de compilação
| Título                             | Detalhes do álbum                                                                                   | Melhores posições nas paradas | Melhores posições nas paradas | Melhores posições nas paradas | Melhores posições nas paradas | Melhores posições nas paradas | Certificações   |
| Título                             | Detalhes do álbum                                                                                   | US                            | US R&B                        | GER                           | NZ                            | UK                            | Certificações   |
| ---------------------------------- | --------------------------------------------------------------------------------------------------- | ----------------------------- | ----------------------------- | ----------------------------- | ----------------------------- | ----------------------------- | --------------- |
| Big Boi and Dre Present... OutKast | - Lançado: 4 de Dezembro de 2001 - Gravadora: Arista - Formatos: CD, LP, cassette, digital download | 18                            | 4                             | 78                            | 25                            | 167                           | - RIAA: Platina |

### Álbuns de vídeo
| Título     | Detalhes do álbum                                                    | Melhores posições nas paradas | Certificações   |
| Título     | Detalhes do álbum                                                    | US Video                      | Certificações   |
| ---------- | -------------------------------------------------------------------- | ----------------------------- | --------------- |
| The Videos | - Lançado: 16 de Dezembro de 2003 - Gravadora: Arista - Formato: DVD | 17                            | - RIAA: Platina |

## Singles

### Como artistas principais
| Título                                                                             | Ano  | Melhores posições nas paradas | Melhores posições nas paradas | Melhores posições nas paradas | Melhores posições nas paradas | Melhores posições nas paradas | Melhores posições nas paradas | Melhores posições nas paradas | Melhores posições nas paradas | Melhores posições nas paradas | Melhores posições nas paradas | Certificações                                                                                             | Álbum                             |
| Título                                                                             | Ano  | US                            | US R&B                        | US Rap                        | AUS                           | GER                           | IRE                           | NZ                            | SWE                           | SWI                           | UK                            | Certificações                                                                                             | Álbum                             |
| ---------------------------------------------------------------------------------- | ---- | ----------------------------- | ----------------------------- | ----------------------------- | ----------------------------- | ----------------------------- | ----------------------------- | ----------------------------- | ----------------------------- | ----------------------------- | ----------------------------- | --- | --------------------------------- |
| "Player's Ball"                                                                    | 1993 | 37                            | 12                            | 1                             | —                             | —                             | —                             | —                             | —                             | —                             | 92                            | - RIAA: Ouro                                                                                              | Southernplayalisticadillacmuzik   |
| "Southernplayalisticadillacmuzik"                                                  | 1994 | 74                            | 41                            | 9                             | —                             | —                             | —                             | —                             | —                             | —                             | —                             | | Southernplayalisticadillacmuzik   |
| "Git Up, Git Out" (featuring Goodie Mob)                                           | 1994 | —                             | 59                            | 13                            | —                             | —                             | —                             | —                             | —                             | —                             | —                             | | Southernplayalisticadillacmuzik   |
| "Elevators (Me & You)"                                                             | 1996 | 12                            | 5                             | 1                             | —                             | —                             | —                             | —                             | —                             | —                             | —                             | - RIAA: Ouro                                                                                              | ATLiens                           |
| "ATLiens"                                                                          | 1996 | 35                            | 23                            | 8                             | —                             | 93                            | —                             | —                             | —                             | —                             | —                             | | ATLiens                           |
| "Jazzy Belle"                                                                      | 1997 | 52                            | 25                            | 7                             | —                             | —                             | —                             | —                             | —                             | —                             | —                             | | ATLiens                           |
| "Rosa Parks"                                                                       | 1998 | 55                            | 9                             | —                             | —                             | 57                            | —                             | —                             | —                             | —                             | —                             | | Aquemini                          |
| "Skew It on the Bar-B" (featuring Raekwon)                                         | 1998 | —                             | —                             | —                             | —                             | —                             | —                             | —                             | —                             | —                             | —                             | | Aquemini                          |
| "Da Art of Storytellin' (Pt. 1)" (featuring Slick Rick)                            | 1999 | —                             | 67                            | —                             | —                             | —                             | —                             | —                             | —                             | —                             | —                             | | Aquemini                          |
| "B.O.B."                                                                           | 2000 | —                             | 69                            | —                             | —                             | —                             | —                             | —                             | —                             | —                             | 61                            | | Stankonia                         |
| "Ms. Jackson"                                                                      | 2000 | 1                             | 1                             | 1                             | 2                             | 1                             | 5                             | 5                             | 1                             | 2                             | 2                             | - RIAA: Ouro - ARIA: Platina - BPI: Prata - BVMI: Ouro - IFPI SWE: Platina - IFPI SWI: Ouro - RIANZ: Ouro | Stankonia                         |
| "So Fresh, So Clean"                                                               | 2001 | 30                            | 10                            | 13                            | 46                            | 42                            | 34                            | 46                            | 47                            | 41                            | 16                            | | Stankonia                         |
| "The Whole World" (featuring Killer Mike)                                          | 2001 | 19                            | 8                             | 21                            | 95                            | 30                            | 24                            | 4                             | 26                            | 79                            | 19                            | | Big Boi and Dre Present...OutKast |
| "Land of a Million Drums"[A] (featuring Killer Mike and Sleepy Brown)              | 2002 | —                             | 116                           | —                             | —                             | 59                            | 38                            | —                             | 49                            | —                             | 46                            | | Scooby-Doo soundtrack             |
| "Hey Ya!"                                                                          | 2003 | 1                             | 9                             | —                             | 1                             | 6                             | 2                             | 2                             | 1                             | 9                             | 3                             | - RIAA: Platina - ARIA: 2× Platina - IFPI SWE: Platina - RIANZ: Ouro                                      | Speakerboxxx/The Love Below       |
| "The Way You Move" (featuring Sleepy Brown)                                        | 2003 | 1                             | 2                             | 1                             | 7                             | 31                            | 18                            | 6                             | 33                            | 49                            | 7                             | - RIAA: Ouro - ARIA: Ouro                                                                                 | Speakerboxxx/The Love Below       |
| "Roses"                                                                            | 2004 | 9                             | 12                            | 5                             | 2                             | 21                            | 6                             | 5                             | —                             | 65                            | 4                             | - RIAA: Ouro - ARIA: Platina                                                                              | Speakerboxxx/The Love Below       |
| "Ghetto Musick"[B]                                                                 | 2004 | —                             | 93                            | —                             | 43                            | 85                            | —                             | —                             | —                             | —                             | 55                            | | Speakerboxxx/The Love Below       |
| "Prototype"[B]                                                                     | 2004 | —                             | 63                            | —                             | 43                            | 85                            | —                             | —                             | —                             | —                             | —                             | | Speakerboxxx/The Love Below       |
| "Mighty O"                                                                         | 2006 | 77                            | 30                            | 18                            | —                             | —                             | —                             | —                             | —                             | —                             | —                             | | Idlewild                          |
| "Morris Brown"[C] (featuring Sleepy Brown and Scar)                                | 2006 | 95                            | 102                           | —                             | —                             | 98                            | 39                            | 32                            | —                             | 57                            | 43                            | | Idlewild                          |
| "Idlewild Blue (Don'tchu Worry 'Bout Me)"                                          | 2006 | 100                           | —                             | —                             | —                             | —                             | —                             | —                             | —                             | —                             | —                             | | Idlewild                          |
| "Hollywood Divorce"[D] (featuring Lil Wayne and Snoop Dogg)                        | 2006 | —                             | 120                           | —                             | —                             | —                             | —                             | —                             | —                             | —                             | —                             | | Idlewild                          |
| "—" significa um lançamento que não pontuou ou não foi lançado naquele território. |      |                               |                               |                               |                               |                               |                               |                               |                               |                               |                               | |                                   |

### Como participadores
| "Black Ice (Sky High)" (Goodie Mob featuring Outkast)                              | 1998 | 50 | 48  | 13 | Still Standing                            |
| "Watch for the Hook" (Cool Breeze featuring Outkast and Goodie Mob)                | 1998 | 73 | 18  | 1  | East Point's Greatest Hits                |
| "Street Talkin' (Slick Rick featuring Outkast)                                     | 1999 | —  | 65  | 22 | The Art of Storytelling                   |
| "Neck uv da Woods" (Mystikal featuring Outkast)                                    | 1999 | —  | 73  | —  | The Wood                                  |
| "Akshon (Yeah!)"[E] (Killer Mike featuring Outkast)                                | 2002 | —  | 113 | —  | Monster                                   |
| "I Can't Wait" (Sleepy Brown featuring Outkast)                                    | 2004 | 40 | 18  | —  | Barbershop 2: Back in Business soundtrack |
| "International Players Anthem (I Choose You)" (UGK featuring Outkast)              | 2007 | 70 | 12  | 10 | Underground Kingz                         |
| "The Art of Storytellin' Part 4" (DJ Drama featuring Outkast and Marsha Ambrosius) | 2008 | —  | 91  | —  | Gangsta Grillz: The Album                 |
| "—" significa um lançamento que não pontuou.                                       |      |    |     |    |                                           |